# Fabre Geffrard
Guillaume Fabre Nicolas Geffrard (19 de septiembre de 1806 – 31 de diciembre de 1878) fue un político y militar haitiano, Duque de Tabara y Presidente Vitalicio (1859-1867).

## Biografía
Nació el 19 de septiembre de 1806 en Anse-à-Veau, Haití, y murió el 28 de diciembre de 1878 en Kingston, Jamaica británica. Sus padres fueron Nicolás Geffrard (1762-1806), firmante del acta de independencia haitiana, y Marguerite Lejeune Geffrard. Contrajo nupcias con Marguerite Lorvana McIntosh, de la cual tuvo siete hijas y un varón, Clodomir Geffrard (1833-1859).
El Emperador Faustino I le concedió el título de Duque de Tabara. Sin embargo, en diciembre de 1858 se sublevó contra el monarca y en 1859 entró triunfalmente en Port-au-Prince. Se restableció la República y la constitución republicana de 1846 y el 15 de enero de 1859 el duque de Tabara y jefe de la revolución triunfante, fue proclamado presidente vitalicio. Fue juramentado ante el Senado el 18 de enero de 1859, y ejerció el cargo hasta marzo de 1867, cuando fue derrocado por Sylvain Salnave. El 13 de marzo de 1867 se exilió con su familia en la Jamaica británica, lugar donde falleció.
Durante el gobierno del general Geffrard, Haití experimentó una gran prosperidad económica como consecuencia de la Guerra de Secesión norteamericana, iniciándose los cultivos de algodón en el país. Además se reorganizó la educación en Haití, se fundó la Escuela de Derecho y varios establecimientos de enseñanza secundaria.

| Predecesor: Faustino I (Emperador) | Presidente de Haití 1859-1867 | Sucesor: Nissage Saget |

- Datos: Q546872
- Multimedia: Fabre Geffrard / Q546872